# Dianthus glacialis
Dianthus glacialis — вид квіткових рослин з родини гвоздикових (Caryophyllaceae). Ареал: Польща, Словаччина, Румунія, Швейцарія, Австрія, Італія.

## Середовище проживання
Зустрічається від субальпійського до альпійського (субнівального) рівня в скелястих, альпійських низьких трав'янистих, незв'язаних насадженнях, в ущелинах скель і осипах. Віддає перевагу вапняковому субстрату, часто продуваним місцям без снігового покриву, на скелетних водопроникних ґрунтах.

## Біоморфологічний опис
Багаторічна пучкова рослина з численними безплідними пагонами 1–5 см заввишки. Стебло містить 1–2 пари листків і 1(3) квітки. Листки трав'янисто-зелені, лінійні, одножилкові, тупі, по краях голі, 2–5 см завдовжки. Квітки м'ясо-червоні, до 15 мм в діаметрі. Чашечка 12–15 мм завдовжки, трубчаста. Пелюстки 5–7 мм завдовжки, спереду дрібнозубчасті. Плід — коробочка. Цвіте в липні та серпні.